# Narco-Saints
Surinam (Koreaans: 수리남), internationaal uitgebracht als Narco-Saints,  is een Zuid-Koreaanse misdaadserie die in 2022 werd gepubliceerd op Netflix.

## Plot
De Zuid-Koreaanse ondernemer Kang In-gu gaat met een vriend mee naar Suriname, waar zij geld denken te kunnen verdienen door roggen te verschepen naar Zuid-Korea. Als hij eenmaal zijn bedrijf heeft gevestigd, wil het plaatselijke leger graag een deel van de winst. Wanneer ook Chinees-Surinaamse gangsters zich aandienen, zoekt Kang advies bij de invloedrijke, Zuid-Koreaanse pastoor Jeon Yo-hwan. De schepen die Kang naar zijn thuisland stuurt, blijken even later ook cocaïne te vervoeren. Kang wordt gearresteerd, maar de Zuid-Koreaanse inlichtingendienst licht hem in over het feit dat pastoor Jeon Yo-hwan een gezochte drugsbaron is. De inlichtingendienst krijgt Kang zo ver om te infiltreren in Jeon Yo-hwans organisatie. Door vertrouwen te winnen en concurrentie uit te schakelen, zorgt Kang ervoor dat de pastoor zijn cocaïne naar Puerto Rico vervoert. Daardoor kan de Amerikaanse Drug Enforcement Administration hem arresteren.

## Rolverdeling (selectie)
- Ha Jung-woo als Kang In-gu
- Hwang Jung-min als Jeon Yo-hwan
- Park Hae-soo als Choi Chang-ho
- Jo Woo-jin als Byeon Ki-tae
- Yoo Yeon-seok als David Julio Park

- Kim Min-gwi als Lee Sang-jun
- Choo Ja-hyun als Park Hye-jin
- Chang Chen als Chen Zhen
- Jordan Preston als president Delano Alvarez
- Bryan Larkin als DEA-chef

- Lee Bong-ryun als diaken Jung
- Go Geon-han als Dong-woo
- Hyun Bong-sik als Park Eung-soo
- Kim Ye-won als vrouw van Jeon Yo-hwan
- Kim Si-hyeon als Si-hyeon

## Achtergrond
- De serie is losjes gebaseerd op ware gebeurtenissen.[1][5]
- De opnames vonden plaats in de Dominicaanse Republiek en op het Zuid-Koreaanse eiland Jeju-do.[6]
- De Surinaamse overheid overwoog juridische stappen te zetten tegen de producenten van de serie en een klacht in te dienen bij de Zuid-Koreaanse overheid vanwege de manier waarop Suriname wordt neergezet. Minister van Buitenlandse Zaken Albert Ramdin zei in een statement dat Suriname er hard aan werkt om van het imago van een narcostaat af te komen en dat deze serie daar niet aan bijdraagt. De Zuid-Koreaanse ambassade in Venezuela, die ook toezicht houdt op banden met Suriname, waarschuwde Zuid-Koreaanse burgers goed op hun veiligheid te letten.[5][7]

## Prijzen
| Jaar | Prijs                 | Categorie              | Genomineerde                  | Resultaat   | Bron   |
| ---- | --------------------- | ---------------------- | ----------------------------- | ----------- | ------ |
| 2022 | Korea Drama Awards    | Beste acteur           | Ha Jung-woo                   | Gewonnen    | [ 8 ]  |
| 2023 | Director's Cut Awards | Beste tv-regisseur     | Yoon Jong-bin                 | Gewonnen    | [ 9 ]  |
| 2023 | Director's Cut Awards | Beste scenario         | Yoon Jong-bin, Kwon Seong-hwi | Gewonnen    | [ 9 ]  |
| 2023 | Director's Cut Awards | Beste tv-acteur        | Jo Woo-jin                    | Gewonnen    | [ 9 ]  |
| 2023 | Director's Cut Awards | Beste nieuwe tv-acteur | Kim Min-gwi                   | Gewonnen    | [ 9 ]  |
| 2023 | Director's Cut Awards | Beste tv-acteur        | Ha Jung-woo                   | Genomineerd | [ 10 ] |
| 2023 | Director's Cut Awards | Beste tv-acteur        | Park Hae-soo                  | Genomineerd | [ 10 ] |
| 2023 | Director's Cut Awards | Beste tv-acteur        | Hwang Jung-min                | Genomineerd | [ 10 ] |
| 2023 | Baeksang Arts Awards  | Beste bijrol           | Jo Woo-jin                    | Gewonnen    | [ 11 ] |